# مریم عزیزی
مریم عزیزی (متولد ۱۳۶۲ در مشهد) داستان‌نویس و مترجم ایرانی است. شناخته‌شده‌ترین اثر او مجموعه‌رمان شش جلدی دشت پارسوا است که در ژانر فانتزی، ادبیات وحشت و علمی‌تخیلی نگاشته شده و بین سال‌های ۹۵ تا ۹۸ منتشر شد. این مجموعه به عنوان تالیف برگزیده ششمین دوره جایزه کتاب مهر انتخاب شد و جلد اول آن دشت پارسوا: حومه سکوت سال ۲۰۱۷ در کاتالوگ بین‌المللی کلاغ سفید کتابخانه مونیخ قرار گرفت. این کاتالوگ دربرگیرنده ۲۰۰ عنوان از کتاب‌های برتر دنیاست.
رمان کودک چشم شب و ترجمه رمان‌های فانتزی پسری در برج، پسر زن جادوگر ، مجموعه تان‌جی‌ها و مجموعه داستان کوتاه درخت به و ۲۲ داستان دیگر از دیگر آثار مریم عزیزی است.

## آثار
فهرست آثار تالیف و ترجمه مریم عزیزی:
- شش‌گانه‌ی دشت پارسوا/ مجموعه‌رمان بزرگسال و نوجوان/ انتشارات افق/ راه‌یافته به فهرست کلاغ سفید کتابخانه‌ی مونیخ ۲۰۱۷
- دشت پارسوا(۱)، حومه‌ی سکوت/ رمان بزرگسال و نوجوان/ انتشارات افق
- دشت پارسوا(۲)، پیشگویی سپیده‌دم/ رمان بزرگسال و نوجوان/ انتشارات افق
- دشت پارسوا(۳)، نفرین دفراش/ رمان بزرگسال و نوجوان/ انتشارات افق
- دشت پارسوا(۴)، دو ریسمان جادویی/ رمان بزرگسال و نوجوان/ انتشارات افق
- دشت پارسوا(۵)، اژدهای چهاربال/ رمان بزرگسال و نوجوان/ انتشارات افق
- دشت پارسوا(۶)، دره‌ی مردگان راه‌رونده/ رمان بزرگسال و نوجوان/ انتشارات افق
- چشم شب/ رمان کودک /انتشارات هوپا
- پسری در برج/ رمان نوجوان/ ترجمه / پالی هو ـ ین/ انتشارات هوپا
- پسر زن جادوگر/ رمان نوجوان/ ترجمه/ کلی بارنهیل/ انتشارات هوپا
- تان‌جی‌ها(۱)، صندوقچه و سنجاقک/ رمان نوجوان/ ترجمه/ تد سندرز/ انتشارات هوپا
- تان‌جی‌ها(۲)، چنگ و غراب‌تاک/ رمان نوجوان/ ترجمه/ تد سندرز/ انتشارات هوپا
- تان‌جی‌ها(۳)، درگاه و حائل/ رمان نوجوان/ ترجمه/ تد سندرز/ انتشارات هوپا
- جانوران از یاد رفته‌ی الد/ رمان بزرگسال/ ترجمه/ پاتریشیا ای. مک‌کلیپ/ انتشارات کتابه‌سرای تندیس
- درخت به و ۲۲ داستان دیگر/ مجموعه داستان کوتاه/ ترجمه/ ساقی/ انتشارات کتابه‌سرای تندیس[۵]